# Premi BAFTA 1961
I premi della 14ª edizione dei British Academy Film Awards furono conferiti nel 1961 dalla British Academy of Film and Television Arts alle migliori produzioni cinematografiche del 1960.

## Vincitori e candidati

### Miglior film internazionale (Best Film from any Source)
- L'appartamento (The Apartment), regia di Billy Wilder
- L'avventura, regia di Michelangelo Antonioni
- La dolce vita, regia di Federico Fellini
- ...e l'uomo creò Satana (Inherit the Wind), regia di Stanley Kramer
- Facciamo l'amore (Let's Make Love), regia di George Cukor
- Il figlio di Giuda (Elmer Gantry), regia di Richard Brooks
- Il garofano verde (The Trials of Oscar Wilde), regia di Ken Hughes
- Hiroshima mon amour, regia di Alain Resnais
- Mai di domenica (Pote tin Kyriaki), regia di Jules Dassin
- Ombre (Shadows), regia di John Cassavetes
- Orfeo negro (Orfeu negro / Orphée Noir), regia di Marcel Camus
- I 400 colpi (Les quatre-cents coups), regia di François Truffaut
- Sabato sera, domenica mattina (Saturday Night and Sunday Morning), regia di Karel Reisz
- Spartacus, regia di Stanley Kubrick
- Il testamento di Orfeo (Le Testament d'Orphée ou Ne me demandez pas pourquoi!), regia di Jean Cocteau
- La tortura del silenzio (The Angry Silence), regia di Guy Green
- Whisky e gloria (Tunes of Glory), regia di Ronald Neame

### Miglior film britannico (Best British Film)
- Sabato sera, domenica mattina (Saturday Night and Sunday Morning)
- Il garofano verde (The Trials of Oscar Wilde)
- La tortura del silenzio (The Angry Silence)
- Whisky e gloria (Tunes of Glory)

### Miglior attore britannico (Best British Actor)
- Peter Finch – Il garofano verde (The Trials of Oscar Wilde)
- Richard Attenborough – La tortura del silenzio (The Angry Silence)
- Albert Finney – Sabato sera, domenica mattina (Saturday Night and Sunday Morning)
- John Fraser – Il garofano verde (The Trials of Oscar Wilde)
- Alec Guinness – Whisky e gloria (Tunes of Glory)
- John Mills – Whisky e gloria (Tunes of Glory)
- Laurence Olivier – Gli sfasati (The Entertainer)

### Migliore attrice britannica (Best British Actress)
- Rachel Roberts – Sabato sera, domenica mattina (Saturday Night and Sunday Morning)
- Wendy Hiller – Figli e amanti (Sons and Lovers)
- Hayley Mills – Il segreto di Pollyanna (Pollyanna)

### Miglior attore straniero (Best Foreign Actor)
- Jack Lemmon – L'appartamento (The Apartment)
- George Hamilton – Crime & Punishment, USA
- Burt Lancaster – Il figlio di Giuda (Elmer Gantry)
- Fredric March – ...e l'uomo creò Satana (Inherit the Wind)
- Yves Montand – Facciamo l'amore (Let's Make Love)
- Spencer Tracy – ...e l'uomo creò Satana (Inherit the Wind)

### Migliore attrice straniera (Best Foreign Actress)
- Shirley MacLaine – L'appartamento (The Apartment)
- Melina Merkouri – Mai di domenica (Pote tin Kyriaki)
- Anna Maria Pierangeli – La tortura del silenzio (The Angry Silence)
- Emmanuelle Riva – Hiroshima mon amour
- Jean Simmons – Il figlio di Giuda (Elmer Gantry)
- Monica Vitti – L'avventura

### Migliore attore o attrice debuttante (Most Promising Newcomer to Film)
- Albert Finney – Sabato sera, domenica mattina (Saturday Night and Sunday Morning)
- Lelia Goldoni – Ombre (Shadows)
- Jean-Pierre Léaud – I 400 colpi (Les quatre-cents coups)
- George Peppard – A casa dopo l'uragano (Home from the Hill)
- Joan Plowright – Gli sfasati (The Entertainer)
- Anthony Ray – Ombre (Shadows)
- Billie Whitelaw – L'assassino è alla porta (Hell Is a City)

### Migliore sceneggiatura per un film britannico (Best British Screenplay)
- Bryan Forbes – La tortura del silenzio (The Angry Silence)
- Howard Clewes – Furto alla banca d'Inghilterra (The Day They Robbed the Bank of England)
- Bryan Forbes – Un colpo da otto (The League of Gentlemen)
- Ivan Foxwell, Guy Hamilton, Roger MacDougall – Quasi una truffa (A Touch of Larceny)
- Val Guest – L'assassino è alla porta (Hell Is a City)
- Ken Hughes – Il garofano verde (The Trials of Oscar Wilde)
- James Kennaway – Whisky e gloria (Tunes of Glory)
- Nigel Kneale, John Osborne – Gli sfasati (The Entertainer)
- Wolf Mankowitz – La miliardaria (The Millionairess)
- Alan Sillitoe – Sabato sera, domenica mattina (Saturday Night and Sunday Morning)

### Miglior cortometraggio (Best Short Film)
- High Journey, regia di Peter Baylis
- Return To Life, regia di John Krish
- Seawards The Great Ships, regia di Hilary Harris

### Premio UN (UN Award)
- Hiroshima mon amour
- Notte e nebbia (Nuit et brouillard), regia di Alain Resnais
- Ombre (Shadows)
- Return to Life, regia di John Krish
- Unseen Enemies, regia di Michael Clarke